# Campionati europei di sollevamento pesi 2025 - 45 kg femminile
Le gare di sollevamento pesi della categoria fino a 45 kg femminile — pesi mosca — dei campionati europei del 2025 si sono svolte il 13 aprile 2025 a Chișinău presso la Chișinău Arena.

## Programma
L'orario indicato corrisponde a quello moldavo (UTC+03:00)
| Data           | Orario | Evento   |
| -------------- | ------ | -------- |
| 13 aprile 2025 | 16:00  | Gruppo A |

## Medagliate
Per ciascun esercizio, le prime tre classificate sono le seguenti:
| Esercizio | Oro                 | Oro    | Argento             | Argento | Bronzo              | Bronzo |
| --------- | ------------------- | ------ | ------------------- | ------- | ------------------- | ------ |
| Strappo   | Marta García Rincón | 77 kg  | Cansu Bektaş        | 76 kg   | Ioana Miron         | 69 kg  |
| Slancio   | Gamze Altun         | 93 kg  | Cansu Bektaş        | 90 kg   | Marta García Rincón | 87 kg  |
| Totale    | Cansu Bektaş        | 166 kg | Marta García Rincón | 164 kg  | Gamze Altun         | 161 kg |

## Record
Prima di questa competizione, i record mondiali ed europei esistenti erano i seguenti:
| Record mondiale | Strappo | Won Hyon-sim     | 87 kg  | Pattaya, Thailandia | 31 marzo 2024    |
| Record mondiale | Slancio | Zhao Jinhong     | 113 kg | Manama, Bahrein     | 6 dicembre 2024  |
| Record mondiale | Totale  | Zhao Jinhong     | 200 kg | Manama, Bahrein     | 6 dicembre 2024  |
| Record europeo  | Strappo | Europeo standard | 82 kg  | —                   | 1º novembre 2018 |
| Record europeo  | Slancio | Europeo standard | 105 kg | —                   | 1º novembre 2018 |
| Record europeo  | Totale  | Europeo standard | 183 kg | —                   | 1º novembre 2018 |

## Risultati
| Pos. | Atleta                    | Gr. | Peso atleta | Strappo (kg) | Strappo (kg) | Strappo (kg) | Strappo (kg) | Slancio (kg) | Slancio (kg) | Slancio (kg) | Slancio (kg) | Totale |
| Pos. | Atleta                    | Gr. | Peso atleta | 1            | 2            | 3            | Pos.         | 1            | 2            | 3            | Pos.         | Totale |
| ---- | ------------------------- | --- | ----------- | ------------ | ------------ | ------------ | ------------ | ------------ | ------------ | ------------ | ------------ | ------ |
|      | Cansu Bektaş (TUR)        | A   | 45.00       | 72           | 74           | 76           |              | 90           | 90           | 94           |              | 166    |
|      | Marta García Rincón (ESP) | A   | 44.65       | 73           | 75           | 77           |              | 87           | 87           | 87           |              | 164    |
|      | Gamze Altun (TUR)         | A   | 44.95       | 68           | 70           | 70           | 5            | 93           | 93           | 97           |              | 161    |
| 4    | Ioana Miron (ROU)         | A   | 44.50       | 65           | 69           | 71           |              | 82           | 86           | 88           | 4            | 157    |
| 5    | Gabriela Danilov (MDA)    | A   | 44.70       | 63           | 66           | 69           | 4            | 78           | 81           | 86           | 6            | 150    |
| 6    | Sonja Koponen (FIN)       | A   | 45.00       | 63           | 66           | 69           | 6            | 80           | 81           | 84           | 7            | 147    |
| 7    | Tetiana Budnikova (UKR)   | A   | 45.00       | 61           | 63           | 65           | 7            | 79           | 82           | 85           | 5            | 145    |
| 8    | Ecaterina Grabucea (MDA)  | A   | 45.00       | 60           | 62           | 64           | 8            | 80           | 83           | 84           | 8            | 142    |
| —    | Tihana Majer (CRO)        | A   | 44.55       | 52           | 54           | 55           | 9            | 73           | 73           | 73           | —            | —      |